# Yortan-Kultur

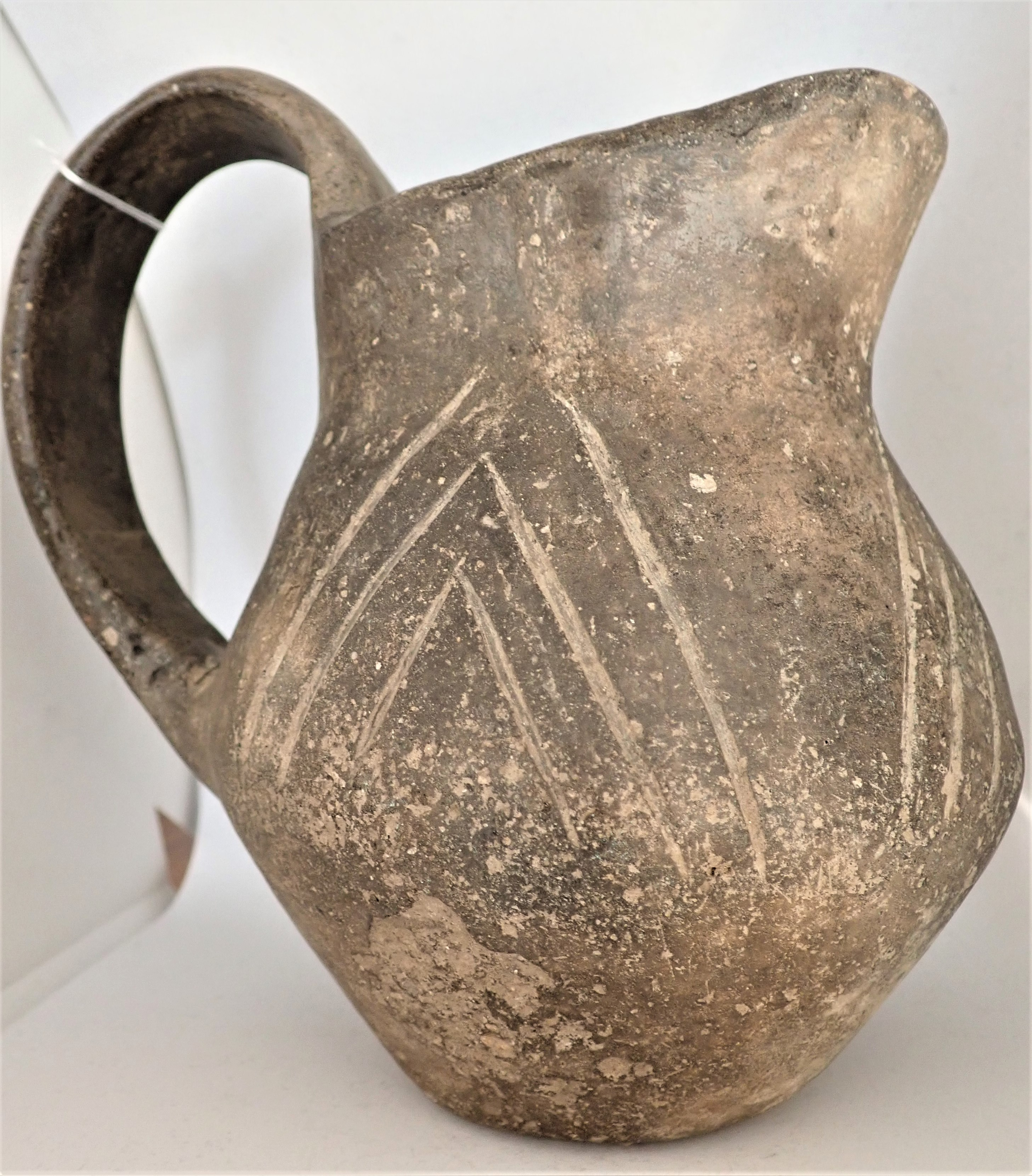
Kanne mit Ritzdekor, Yortan-Kultur, 3500-2600 v. Chr.

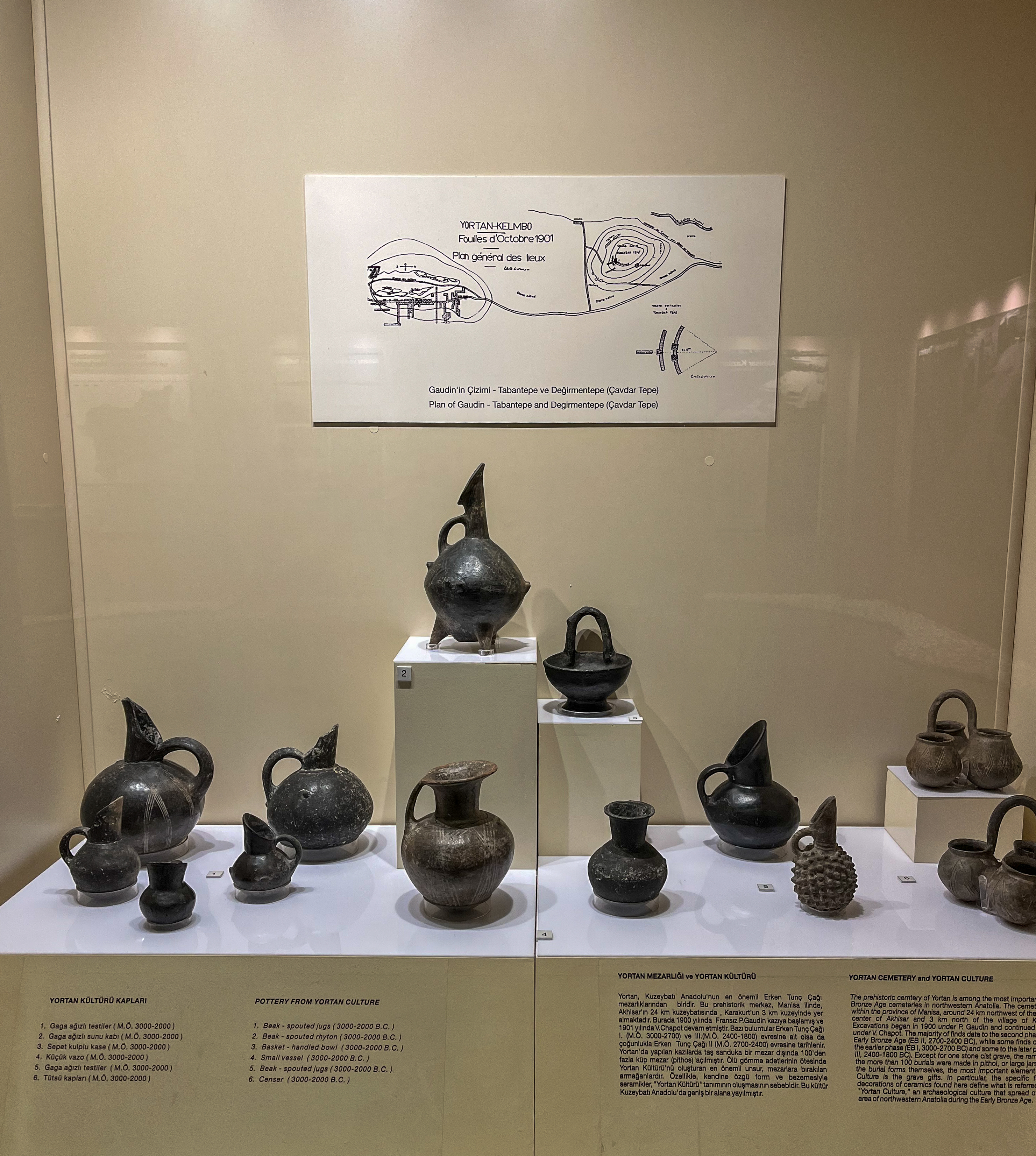
Gefäße der Yortan-Kultur im Akhisar-Museum.

Yortan-Kultur ist der Begriff für eine Kultur im Übergang von der Kupfersteinzeit zur frühen Bronzezeit, die in einem Bereich der heutigen Türkei in Westanatolien beheimatet war.
Seit etwa 1900 sind durch Friedhöfe und Gräberfelder die Spuren der Yortan-Kultur sichtbarer geworden. Hinterlassenschaften finden sich im Küstengebiet um Troja und der gesamten westanatolischen Küste. Bisherige Versuche über C 14-Kartierungen genauere Datierungen vorzunehmen, blieben ungenau in ihren Ergebnissen. Die häufigsten Funde sind als Grabbeigaben geborgene Gefäße, wie sie auch bei benachbarten Kulturen gefunden wurden.

## Gefäßperioden der Yortan-Kultur
Die Keramikgefäße der Yortan-Kultur werden in drei Perioden geteilt:
- Phase A: handgefertigte Gefäße in dunklem Ton, häufig mit Ritzdekor, gelegentlich mit weißen Verzierungen
- Phase B: ähnlich wie aus Phase A, aber in besserer Qualität, oft mit tieferen Einritzungen
- Phase C: auf der Töpferscheibe gefertigte Gefäße in hoher Qualität, darunter auch Tüllenkannen mit langem Hals und erstmals auch Doppelhenkelgefäße

Es wird vermutet, dass die Yortanphasen B und C zwischen 2500 und 2100 v. Chr. lagen und damit zeitlich parallel zu Troja II und dem frühen Troja III lagen.